# 蒙热昂戈埃勒
蒙热昂戈埃勒（法語：Montgé-en-Goële，發音：[mɔ̃ʒe ɑ̃ ɡɔɛl] ⓘ，意为“在戈埃勒地区的蒙热”）是法国法蘭西島大區塞纳-马恩省的一个市镇，属于莫城区。 

## 地理
蒙热昂戈埃勒（49°1'39"N, 2°45'0"E）面积11.56 平方千米，位于法国法蘭西島大區塞纳-马恩省，该省份为法国北部内陆省份，北起瓦兹省，西接埃松省、马恩河谷省、塞纳-圣但尼省和瓦兹河谷省，南至卢瓦雷省，东南接约讷省，东临马恩省和奥布省，东北接埃纳省。
与蒙热昂戈埃勒接壤的市镇（或旧市镇、城区）包括：马尔谢莫雷、楠图耶、勒普莱西欧布瓦、圣马尔、圣苏普莱、维南特、屈西、瑞伊。
蒙热昂戈埃勒的时区为UTC+01:00、UTC+02:00（夏令时）。

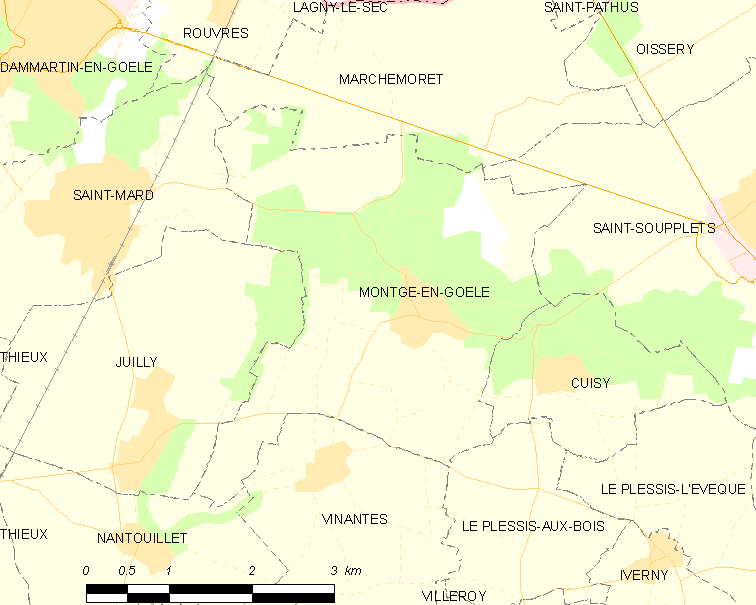
蒙热昂戈埃勒的OSM定位图

## 行政
蒙热昂戈埃勒的邮政编码为77230，INSEE市镇编码为77308。

## 政治
蒙热昂戈埃勒所属的省级选区为米特里-莫里县。

## 人口

1962-2008年间蒙热昂戈埃勒人口变化图示

蒙热昂戈埃勒于2022年1月1日时的人口数量为724人。